# Drapeau de la Prusse
Le drapeau de la Prusse existait en deux variantes. Depuis 1701, le drapeau national se composait de deux bandes transversales de même largeur dans les couleurs nationales noir et blanc. Le drapeau de service se composait depuis 1892 de deux bandes transversales extérieures étroites, noires, et
d'une large bande transversale intérieure blanche sur laquelle était posée une aigle noire. 

## Histoire

Bannière du Grand Maître de l'Ordre teutonique.

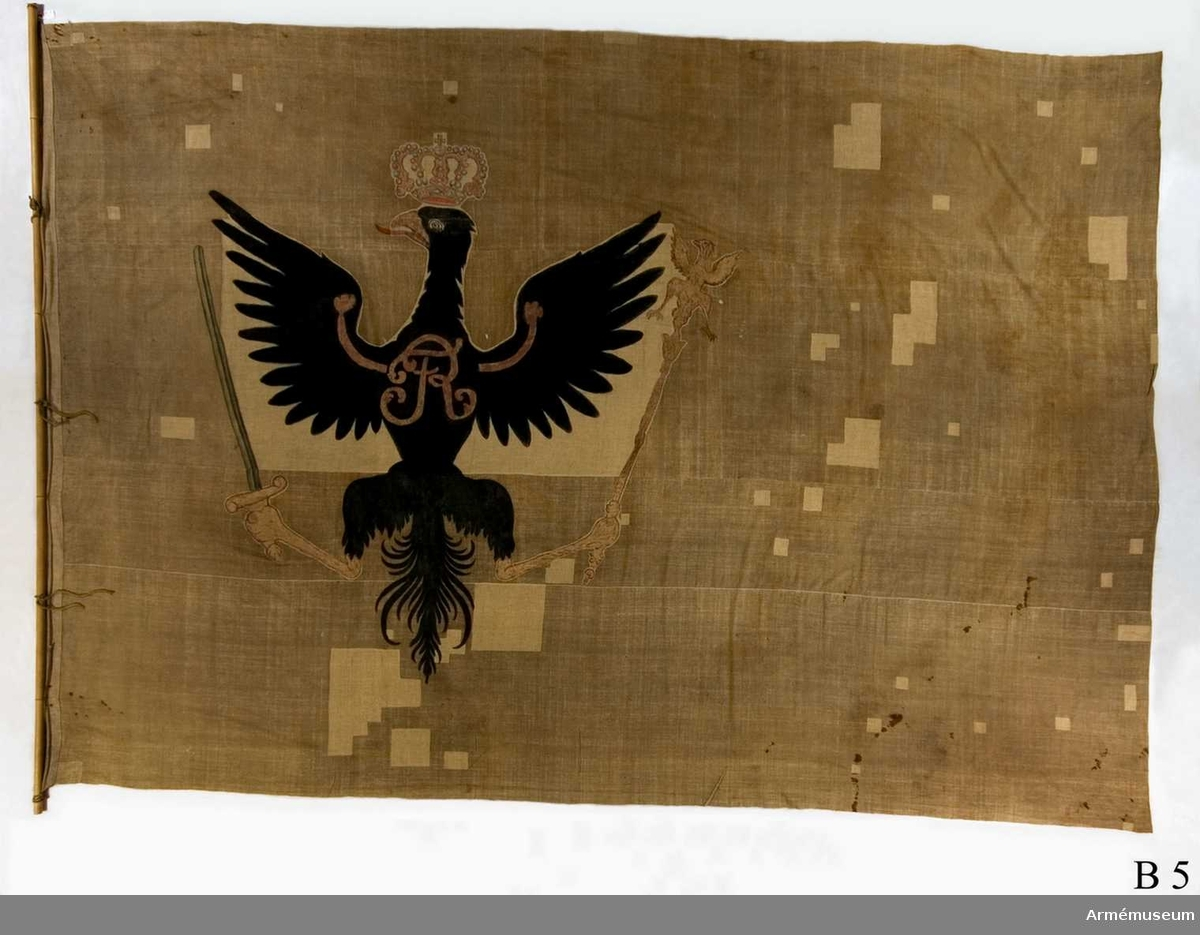
Drapeau prussien de 1759.

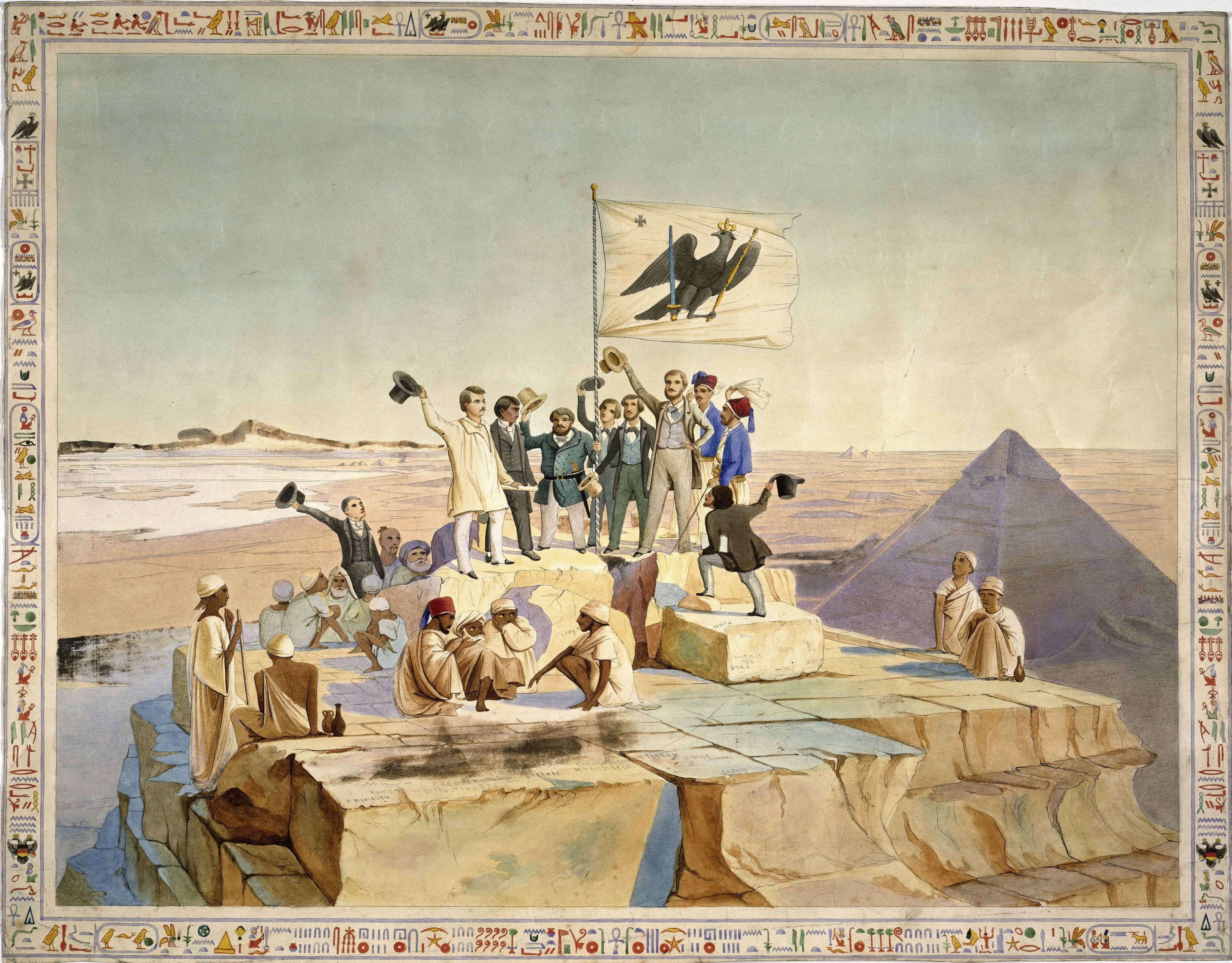
Karl Richard Lepsius hisse le drapeau prussien sur la Pyramide de Khéops (1842).

Le noir et le blanc, couleurs nationales de la Prusse, ainsi que l'aigle noire comme animal héraldique, remontent à l'Ordre teutonique au XIIIe siècle. Ainsi, les chevaliers de l'Ordre portaient-ils déjà un bouclier blanc décoré d'une croix noire. L'important grand maître de l'Ordre Teutonique Hermann von Salza a reçu l'aigle impérial noir comme signe de grâce de la part de l'empereur Frédéric II lors de sa nomination comme prince impérial dans la Bulle d'or de Rimini et l'a arboré dans un écu blanc. Ces armoiries deviendront ensuite les armoiries prussiennes. La dynastie des Hohenzollern, qui a régné sur la Marche de Brandebourg et le duché de Prusse au XVIIe siècle et sous laquelle les deux pays ont été réunis en un seul État prussien, avait déjà, à l'époque médiévale, comme armoiries familiales un écu « de gueules blanches et noires ». 
Albert de Brandebourg-Ansbach sécularisa l'Ordre Teutonique et fonda en 1525 le duché de Prusse dans la partie orientale de l'ancien État de l'Ordre. Sur son drapeau, il arborait la même aigle prussienne avec une couronne au cou et un S doré sur la poitrine. En 1657, l'électeur de Brandebourg de la dynastie des Hohenzollern, qui dominait déjà le duché de Prusse en union personnelle depuis 1618, cessa d'être vassal du roi de Pologne. Le duché fut ainsi intégré à l'État de Brandebourg-Prusse. Le drapeau prussien à l'aigle noire a été utilisé aux côtés du drapeau brandebourgeois à l'aigle rouge jusqu'à l'élévation de l'État au rang de royaume en 1701. Le drapeau du royaume de Prusse remonte au couronnement royal de Frédéric III de Brandebourg en 1701. Il était blanc avec l'aigle noir au centre. Sa poitrine était ornée du monogramme FR, qui signifiait Fridericus Rex (roi Frédéric). Entre 1750 et 1892, les détails du design — couronne royale, orbe, sceptre, épée et monogramme — ont été légèrement modifiés à plusieurs reprises.
Le drapeau national et marchand prussien était à l'origine un simple drapeau noir-blanc-noir adopté le 22 mai 1818 ; mais il fut remplacé dès le 12 mars 1823 par un nouveau drapeau. La version révisée (3:5) était divisée en trois champs noir, blanc et noir (1:4:1) ; au centre de la bande blanche figurait l'aigle prussienne, portant un orbe bleu lié d'or et un sceptre se terminant par une autre aigle. Sur sa poitrine se trouvaient les initiales entrelacées FR, pour Fridericus Rex. L'axe de l'aigle mesure les deux cinquièmes de la longueur totale du drapeau.
Le drapeau de guerre prussien (3:5), adopté le 28 novembre 1816, était à l'origine en queue d'aronde sur un cinquième de la longueur totale ; la queue a ensuite été abandonnée. Aux deux cinquièmes, il représentait l'aigle prussiene (aux deux tiers de la hauteur du drapeau). Dans le canton se trouvait la Croix de Fer (un tiers de la hauteur du drapeau).
L'étendard royal de Prusse représentait la Croix de Fer chargée du bouclier et de la couronne des armes légères de l'État entourées du collier de l'Ordre de l'Aigle Noir. Sur les lames de la croix se trouve la devise Gott mit uns. Entre les armes se trouvaient des aigles prussiennes ainsi qu'une couronne royale, le tout sur fond violet ou rouge.
Après la Révolution allemande de 1918-1919, l'État prussien mit du temps à adapter son héraldique aux formes républicaines. Ce n'est que le 11 juillet 1921 que de nouvelles armes furent décrétées par le Premier ministre prussien. L'aigle « gothique » a cédé la place à l'aigle volant, plus naturel, et a perdu tous ses atours.
Le 16 décembre 1921, le ministère d'État décréta que le drapeau prussien serait uniquement noir et blanc.
Les 24 février et 23 avril 1922, le ministère publia un drapeau de service similaire au drapeau national du XIXe siècle – des bordures noires au-dessus et en dessous, représentant un sixième de la hauteur totale du drapeau, de nouveau avec une aigle.
La tenue à domicile de l’équipe nationale allemande de football a toujours été composée d’un maillot blanc et d’un short noir, aux couleurs du drapeau prussien.

## Galerie
|                                         |
| Drapeau de la Prusse royale (1466–1772) |

|                                        |
| Drapeau du duché de Prusse (1525–1657) |

|                                                 |
| Drapeau d'État du Royaume de Prusse (1701–1750) |

|                                        |
| Drapeau civil de la Prusse (1701–1935) |

|                                                 |
| Drapeau d'État du Royaume de Prusse (1750–1801) |

|                                                 |
| Drapeau d'État du Royaume de Prusse (1801–1803) |

|                                                 |
| Drapeau d'État du Royaume de Prusse (1803–1892) |

|                                       |
| Drapeau militaire de la Prusse (1816) |

|                                             |
| Étendard royal du Roi de Prusse (1871–1918) |

|                                             |
| Étendard du Kronprinz de Prusse (1871–1892) |

|                                                 |
| Pavillon civil du royaume de Prusse (1823–1863) |

|                                                   |
| Drapeau marchand du royaume de Prusse (1863–1892) |

|                                                 |
| Drapeau d'État du royaume de Prusse (1892–1918) |

|                                          |
| Drapeau du Royaume de Prusse (1892–1918) |

|                                                    |
| Drapeau de guerre du royaume de Prusse (1895–1918) |

|                                               |
| Drapeau de l'État libre de Prusse (1918–1933) |

|                                                          |
| Drapeau de service de l'État libre de Prusse (1933–1935) |

## Voir également
- Drapeau de l'Allemagne
- Armoiries de la Prusse
- Reichskriegsflagge